# Cacarulla
Cacarulla is een geslacht van insecten uit de familie van de gaasvliegen (Chrysopidae), die tot de orde netvleugeligen (Neuroptera) behoort.

## Soort
- C. maculipennis (Banks, 1910)